# Begonia adenostegia
Begonia adenostegia là một loài thực vật có hoa trong họ Thu hải đường. Loài này được Stapf mô tả khoa học đầu tiên năm 1894.